# Anthony Pedroza
Anthony James Pedroza Durazo, conosciuto anche come Anthony Lever (Tucson, 7 marzo 1979), è un ex cestista statunitense con cittadinanza messicana.
È il figlio di Fat Lever.

## Carriera
Con il Messico ha disputato quattro edizioni dei Campionati americani (2003, 2005, 2007, 2009).